# Castello di Rodigo
Il castello di Rodigo era una struttura militare rinascimentale, sorta su una preesistente costruzione medievale.
Il castello venne ricostruito ed ampliato da Vespasiano Gonzaga nel 1582, che ne rinforzò la struttura.
Il possesso passò al duca di Mantova Vincenzo I Gonzaga nel 1591. Da allora l'edificio ospitò il granaio pubblico, che conteneva tutte le derrate alimentari.
Con il duca Vincenzo II Gonzaga la struttura si trasformò in fortezza, dotata di trincee, rialzi e baluardi. Facevano parte del complesso sette torri merlate, ponte levatoio e fossato che rendevano la fortezza inespugnabile.
Smantellato intorno al 1630 circa, oggi del castello è rimasta intatta una torre quadrangolare merlata, dotata di orologio.